# Ab urbe condita
 Denne artikel omhandler tidsregning med udgangspunkt i Roms grundlæggelse. Opslagsordet har også en anden betydning, se Ab Urbe Condita (bog).
Ab urbe condita (udtales [ab 'urbe 'kondita]; forkortet A. u. c.; varianter: Anno ab urbe condita, A. a. U. C. eller Ab Urbe Condita) er latin for "fra byens grundlæggelse", det vil sige grundlæggelsen af Rom, efter traditionen år 753 f.Kr., og er navnet på den klassiske romerske tidsregning. År 2025 i den gregorianske kalender er 2778, hvis man regner "Ab urbe condita".